# Héldon Ramos
Héldon Augusto Almeida Ramos, mais conhecido por Nhuck, (Espargos, Ilha do Sal, 14 de Novembro de 1988) é um futebolista cabo-verdiano que joga habitualmente a avançado. 

## Carreira
Foi contratado em 2010 pelo Marítimo, tendo começado a jogar pela Equipa B, foi também diversas vezes convocado à equipa principal pela mão do treinador Pedro Martins. Transferiu-se para o Sporting Clube de Portugal a 31 de Janeiro de 2014, contrato esse válido por 5 épocas e meia, até 2019 e uma clausula de rescisão de 45 Milhões de Euros, actua agora no Sporting com a camisola número 20. 
Ele representou o elenco da Seleção Cabo-Verdiana de Futebol no Campeonato Africano das Nações de 2015.